# Limeum pterocarpum
Limeum pterocarpum är en tvåhjärtbladig växtart som först beskrevs av Claude Gay, och fick sitt nu gällande namn av Anton Heimerl. Limeum pterocarpum ingår i släktet Limeum och familjen Limeaceae. Utöver nominatformen finns också underarten L. p. apterum.